# Macaduma toxophora
Macaduma toxophora är en fjärilsart som beskrevs av Turner 1899. Macaduma toxophora ingår i släktet Macaduma och familjen björnspinnare. Inga underarter finns listade i Catalogue of Life.

## Bildgalleri

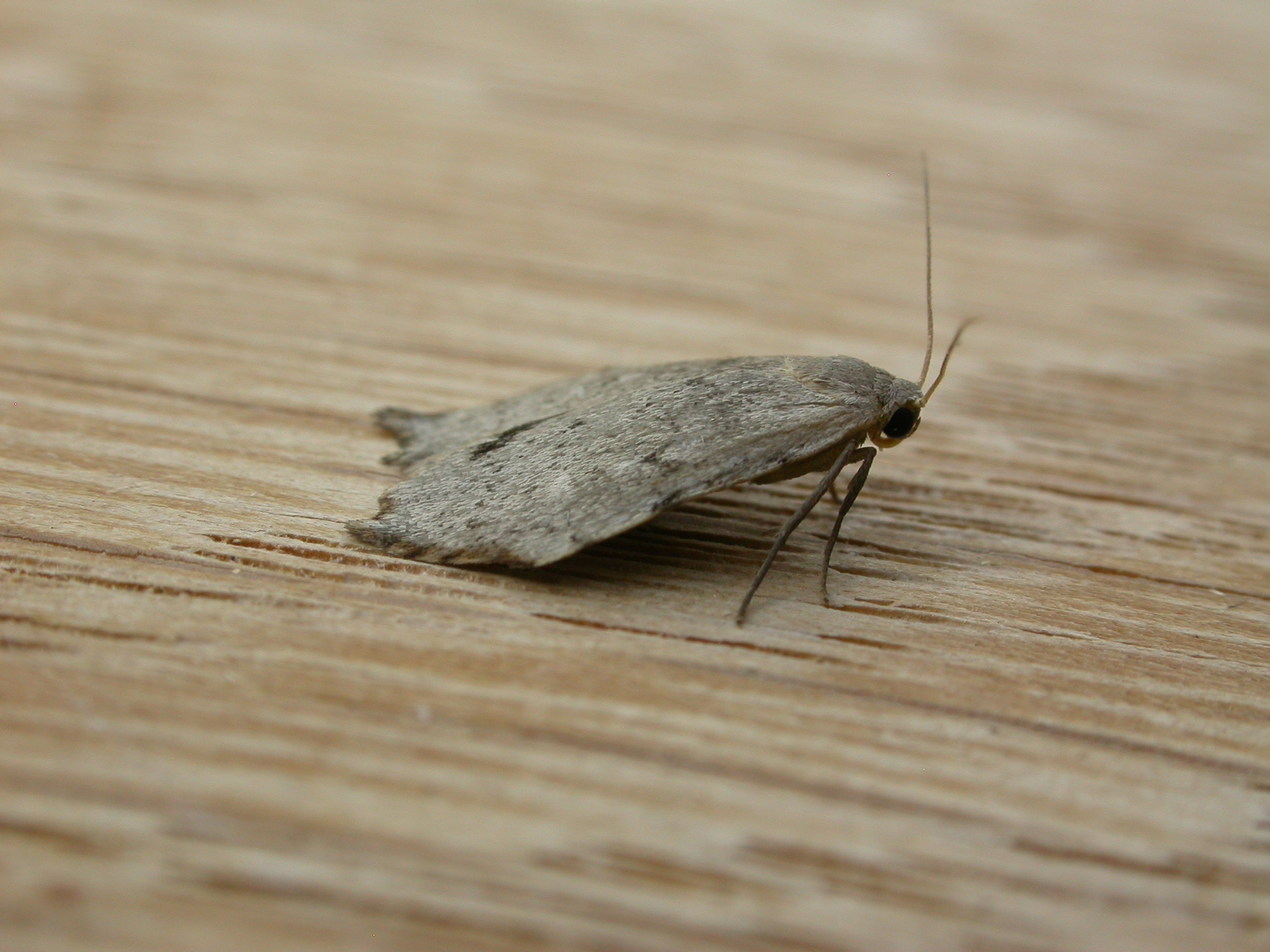